# Titularbistum Sorres
Sorres ist ein Titularbistum der römisch-katholischen Kirche. 
Die Ortschaft liegt in der Provinz Sassari auf Sardinien und ist seit dem 12. Jahrhundert als Zeugnis eines alten Bischofssitzes bekannt. Der Name Sorres steht auch in Verbindung mit dem Benediktinerkloster San Pietro di Sorres.
| Titularbischöfe von Sorres |                                                         |                                              |                   |                  |
| Nr.                        | Name                                                    | Amt                                          | von               | bis              |
| 1                          | Lorenzo Bianchi PIME                                    | emeritierter Bischof von Hongkong (Hongkong) | 30. November 1968 | 10. Oktober 1976 |
| 2                          | Franz Josef Kuhnle                                      | Weihbischof in Rottenburg-Stuttgart          | 13. Oktober 1976  | 4. Februar 2021  |
| 3                          | Carlo Villano                                           | Weihbischof in Pozzuoli (Italien)            | 3. Juli 2021      | 20. Juni 2023    |
| 4                          | Alfonso V. Amarante CSsR Titularerzbischof pro hac vice | Rektor der Päpstlichen Lateranuniversität    | 1. August 2023    |                  |